# Bunda (huyện)
Bunda là một huyện thuộc vùng Mara, Tanzania. Thủ phủ của huyện Bunda đóng tại Bunda. Huyện Bunda có diện tích 2782 ki lô mét vuông. Theo cuộc điều tra dân số được tiến hành vào ngày 25 tháng 8 năm 2002, Quận Bunda có dân số là 258.930 người.